# Kevin Fischnaller
Pour les articles homonymes, voir Fischnaller.
Kevin Fischnaller né le 2 décembre 1993 à Bressanone est un lugeur italien. Il est le cousin des lugeurs Hans Peter et Dominik.

## Carrière
En équipe nationale depuis 2008, il fait ses débuts internationaux en Coupe du monde en 2011-2012. En novembre 2014, il monte sur son premier podium en Coupe du monde lors du sprint d'Igls.

## Palmarès
- 1 petit globe de cristal en individuel : 
  - Vainqueur du classement sprint en 2021.
- 4 podiums individuels : 
  - en simple : 1 victoire.
  - en sprint : 2 deuxièmes places et 1 troisième  place.
- 1 podium en relais : 1 victoire.

### Détails des victoires en Coupe du monde
| Édition   | Piste      | Total |
| 2017-2018 | Winterberg | 1     |